# IC 4833
IC 4833 је галаксија у сазвјежђу Паун која се налази на листи објеката дубоког неба у Индекс каталогу.
Деклинација објекта је - 62° 19' 45" а ректасцензија 19h 15m 41,4s. Привидна величина (магнитуда) објекта IC 4833 износи 13,7 а фотографска магнитуда 14,7. IC 4833 је још познат и под ознакама ESO 141-40, AM 1911-622, IRAS 19111-6225, double system, PGC 62980.